# Perchta Corona
La Perchta Corona è una struttura geologica della superficie di Venere.